# روبرت أودو
روبرت أودو ( من مواليد 30 أبريل 1999 في نيجيريا) هو لاعب كرة قدم نيجيري لعب سابقاً في نادي قلوة السعودي و نادي الصقر.

## روابط خارجية
- روبرت أودو على موقع قاعدة بيانات كرة القدم.إي يو (الإنجليزية)
- روبرت أودو على موقع Soccerway.com (الإنجليزية)